# 文山壮族苗族自治州第一中学
23°22′03″N 104°13′59″E / 23.3675°N 104.2331°E
文山壮族苗族自治州第一中学（简称文山州一中），位于中华人民共和国云南省文山壮族苗族自治州文山市，是云南省一级二等普通高级中学。

## 沿革
1640年（明崇祯十三年）文山壮族苗族自治州开始出现私塾。
1667年（清康熙六年），书院、义学、私学陆续建立。
1907年（清光绪三十三年），新学制高等小学堂建立。
1916年，文山（文山、西畴、马关、屏边）等“四县联合中学”建立，校长是省参议员陈子鉴。
1925年，学校因为战乱和经费问题停办。
1929年，四县联合中学和文山师范合并，一学期后又因战乱停办。
1931年，“云南省立第四中学”建立，校长胡占一。
1932年，云南省立第四中学被云南省教育厅认定为开化学区中心校，并且更名为“云南省立开化中学”，校长胡占一。
1933年9月，学校更名为“云南立开化简易师范学校”。
1937年，“云南省立文山初级中学”增设。
1939年，“云南立开化简易师范学校”与“云南省立文山初级中学”合并建立“云南省立开广中学”，并且开设高中。
1944年，“开广师范学校”增设。
1946年，“开广师范”停办，学校更名为“云南省立开广中学”。
1950年，原“国立西南师范学校”、“文山县立中学”、“开广中学”三校合并建立“云南省文山中学”。
1955年，师范部从“文山中学”独立，成立“文山师范学校”。
1959年，学校更名为“文山州第一中学”。
1960年9月，学校搬迁新址。
1966年，毛泽东发起文化大革命，开始批判学校的教师是资产阶级反动学术权威，停课闹革命，大串联，学校正常教育终止。
1976年10月，华国锋、叶剑英一举粉碎“四人帮”，邓小平拨乱反正，提出“尊重知识，尊重人才”，学校恢复教育。
1980年，学校被评选为“省重点中学”。